# Le Pertuis
Pertuis – miejscowość i gmina we Francji, w regionie Owernia-Rodan-Alpy, w departamencie Górna Loara.
Według danych na rok 1990 gminę zamieszkiwało 327 osób, a gęstość zaludnienia wynosiła 28 osób/km² (wśród 1310 gmin Owernii Pertuis plasuje się na 529. miejscu pod względem liczby ludności, natomiast pod względem powierzchni na miejscu 756.).